# Esbly
Esbly is een gemeente in het Franse departement Seine-et-Marne (regio Île-de-France) en telt 5131 inwoners (1999). De plaats maakt deel uit van het arrondissement Meaux.

## Geografie
De oppervlakte van Esbly bedraagt 3,1 km², de bevolkingsdichtheid is 1655,2 inwoners per km².
De onderstaande kaart toont de ligging van Esbly met de belangrijkste infrastructuur en aangrenzende gemeenten.

## Demografie
Onderstaande figuur toont het verloop van het inwonertal (bron: INSEE-tellingen).

## Transport
In de gemeente ligt het Spoorwegstation Esbly, aan de spoorlijnen Paris-Est - Straatsburg en Esbly - Crécy-la-Chapelle (voor de laatste is het station het beginpunt). In de gemeente lag ook het station Les Champs Forts, maar dat is sinds 29 september 2008 gesloten.